# Bala (Ontario)
Pour les articles homonymes, voir Bala.
Bala est une communauté non incorporée située dans le canton de Muskoka Lakes, dans la sous-région Centre de l'Ontario au Canada.  Elle est connue en particulier pour la source de la Moon River (en).

## Historique
Une scierie et un magasin y ont été ouverts en 1868.
Un bureau de poste y a été établi en 1870 sous le nom de Muskoka. Une ligne de téléphone a été installée en 1901.

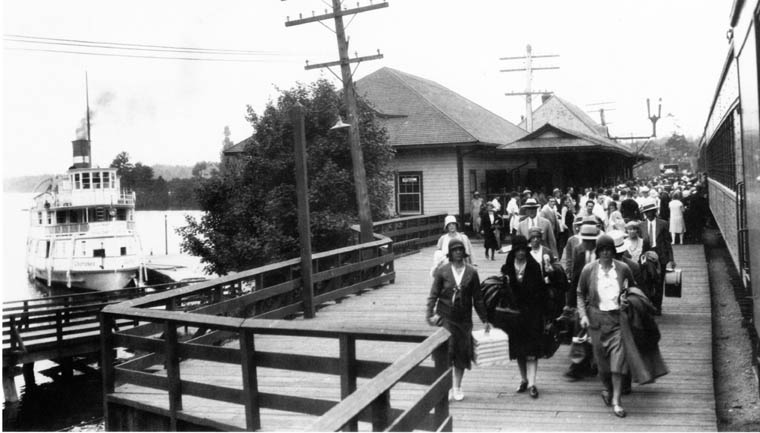
Vue sur la gare de Bala et le SS Cherokee en 1919.